# 트라피스트회

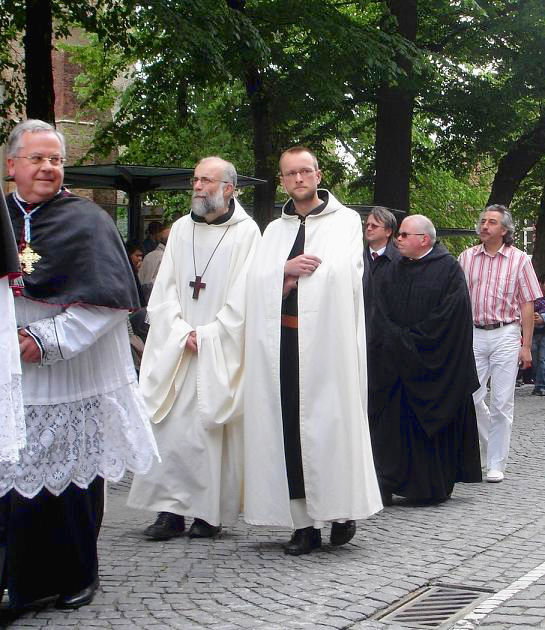
벨기에 베스트블레테렌 수도원의 트라피스트회 수사들.

엄률 시토회(라틴어: Ordo Cisterciensis Strictioris Observantiae, O.C.S.O.) 또는 트라피스트 수도회는 성 베네딕토의 규율을 따르는 가톨릭교회의 관상 수도회이다. 트라피스트회는 시토회의 분파이다. 트레 폰타네 수도원의 트라피스트회 수사들은 특별히 새로 임명되는 관구장 주교들의 팔리움을 제작하기 위해 필요한 양털을 제공하는 양들을 사육한다. 교황은 성 베드로와 성 바오로 사도 대축일 날, 바티칸 성 베드로 대성전에서 새로 임명된 관구장 대주교들에게 팔리움을 걸쳐준다. 트라피스트회에서 사육하는 양들은 매년 1월 21일 성녀 아녜스 축일 날마다 교황의 축복을 받는다.
대한민국에는 1987년 일본인 줄리아나 수녀(?~1989)에 의해 경상남도 창원시 마산합포구 구산면 수정리에 진출하여, 현재 종선서원자 열 명을 포함하여 총 서른두 명의 수녀가 수행하고 있다. 이곳 수녀원의 정식 명칭은 ‘엄률 시토회 수정의 성모 트라피스트 수녀원’이다.